# 张晓雅
張曉雅（1992年10月4日—），出生于四川成都，中華人民共和國的排球選手。2014年首次入选中国国家女子排球队，同年获得亚洲杯女子排球锦标赛冠军。2015年世界杯女子排球赛获得冠军。

## 腳註
1. ↑  .   [2015-11-24]. （原始内容存档于2019-04-03）.